# Hans Drakenberg
Hans Drakenberg (* 4. Februar 1901 in Stockholm; † 1. November 1982 in Malmö) war ein schwedischer Degenfechter.

## Erfolge
Hans Drakenberg wurde 1935 in Lausanne im Einzel Weltmeister und wurde für diesen Erfolg mit der Svenska-Dagbladet-Goldmedaille ausgezeichnet. Zudem wurde er 1935 Vizeweltmeister mit der Mannschaft. Weitere Silbermedaillen im Mannschaftswettbewerb gewann er 1938 in Piešťany und 1949 in Kairo. 1933 in Wien, 1934 in Warschau und 1937 in Paris sicherte er sich mit ihr Bronze. Im Einzel gewann er 1934 auch im Einzel Bronze. Drakenberg nahm an den Olympischen Spielen 1936 in Berlin teil, bei denen er in der Einzelkonkurrenz als Viertplatzierter knapp einen Medaillengewinn verpasste. Gemeinsam mit Birger Cederin, Hans Granfelt, Gustaf Dyrssen, Gustav Almgren und Sven Thofelt erreichte er im Mannschaftswettbewerb ebenfalls die Finalrunde, die die schwedische Equipe hinter Italien und vor Frankreich und Deutschland auf dem Silberrang abschloss.